# NGC 783
NGC 783 é uma galáxia espiral (Sc) localizada na direcção da constelação de Triangulum. Possui uma declinação de +31° 52' 55" e uma ascensão recta de 2 horas, 1 minutos e 06,6 segundos.
A galáxia NGC 783 foi descoberta em 22 de Setembro de 1871 por Édouard Jean-Marie Stephan.